# Anjola

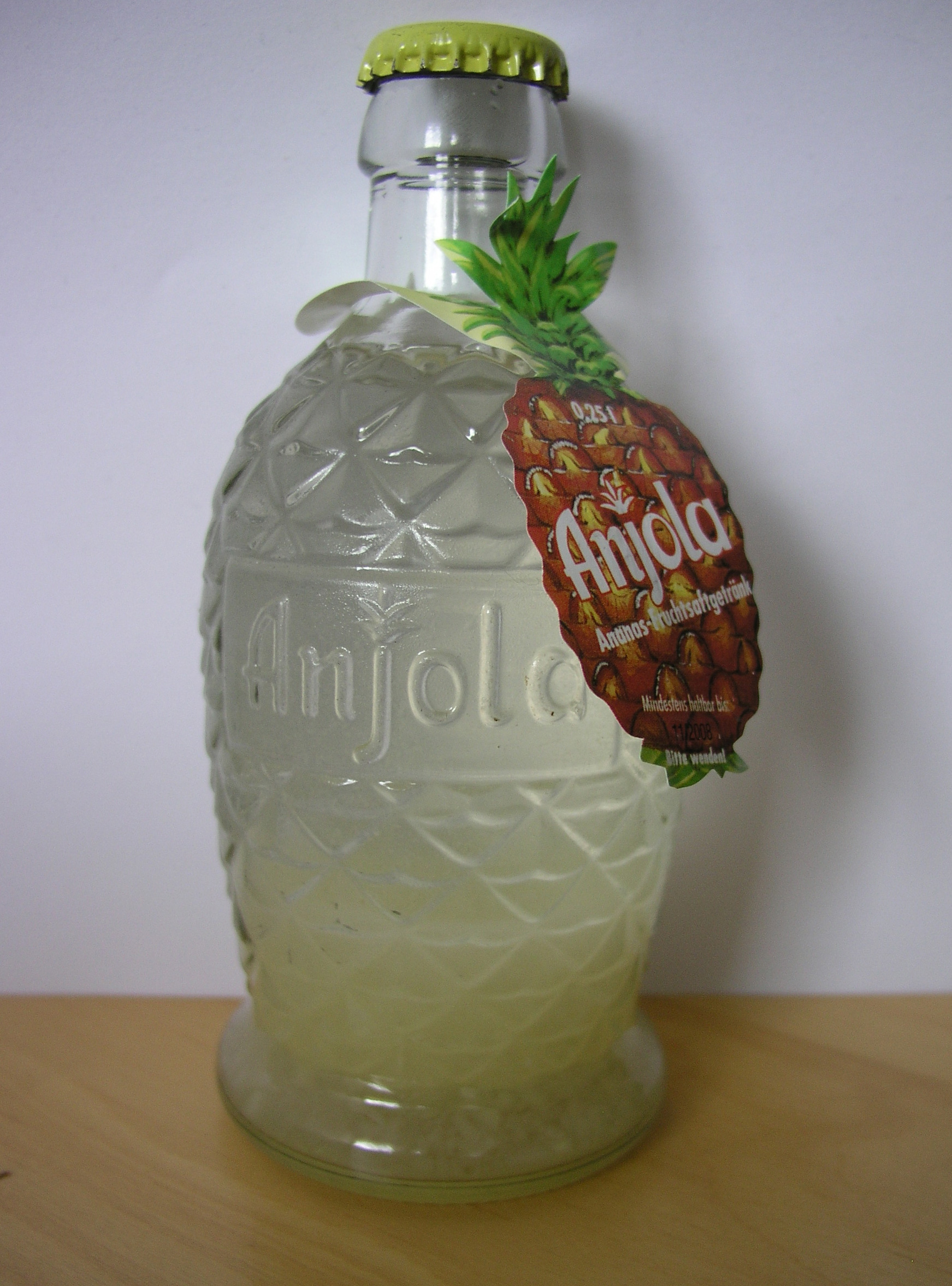
Eine Anjola-Flasche

Anjola ist der Markenname eines kohlensäurehaltigen Fruchtsaftgetränks mit Ananas-Geschmack. Es wurde bis Ende 2008 in Großefehn, Ostfriesland von der Brauerei Feyen hergestellt.
Typisch waren die ananasförmige Flasche und die enthaltenen Fruchtstückchen.
Ein Hauptgrund für die Einstellung der Produktion war die aufwendige Mehrwegflasche, die sich nicht mehr wirtschaftlich herstellen ließ.
Die Marke für das Fruchtsaftgetränk, welche 1953 auf Johannes Gleske aus Hamburg registriert wurde, hat sich 2013 die fritz-kulturgüter GmbH gesichert. Seit Dezember 2015 gibt es die Anjola-Limonade mit geändertem Rezept wieder zu kaufen.

## Sorten
Seit der Übernahme durch die fritz-kulturgüter GmbH wurden zeitweise folgende Sorten hergestellt:
- Ananas-Limette
- Zitrone-Ingwer
- Orange
- Mate

Aktuell gibt es nur noch die Sorte Ananas-Limette.